# L'Épée de l'Islam
Cet article concerne le film. Pour l'outil de propagande mussolinien, voir Épée de l'Islam.
Pour plus de détails, voir Fiche technique et Distribution.
L'Épée de l'Islam (وا اسلاماه,) est un film d'aventures historiques italo-égyptien réalisé par Enrico Bomba avec la supervision d'Andrew Marton et sorti en 1961.

## Synopsis
Le film se concentre sur la description romancée de la fin de la dynastie ayyoubide et du début de la dynastie mamelouke en Égypte. Les événements sont basés sur le récit de l'ascension lente mais déterminée d'un jeune homme qui de « Mahmoud » (l'esclave) devient le célèbre « Qutuz » (Al-Muzaffar Sayf ad-Dîn Qutuz (1259-1260) troisième souverain maritime mamelouk d'Égypte.

## Fiche technique
Sauf indication contraire, les informations mentionnées dans cette section peuvent être confirmées par la base de données cinématographiques IMDb,  présente dans la section « Liens externes ».
- Titre français : L'Épée de l'Islam ou La Reine de l'Islam ou  Ô Islam ou Mon Islam[1]
- Titre original égyptien : وا اسلاماه,, Wa Islamah
- Titre italien : La spada dell'Islam[2]
- Réalisation : Enrico Bomba avec la supervision d'Andrew Marton
- Scenario : Ali Ahmed Baktheir, Robert Andrews, Enrico Bomba
- Dialogues : Youssef El Sebai
- Photographie :	Wahid Farid, Marcello Masciocchi
- Montage : Enzo Alabiso
- Décors : Lamberto Giovagnoli
- Costumes : Dina Di Bari
- Maquillage : Franco Titi
- Production : Enrico Bomba, Ramses Naguib
- Société de production : Compagnia Cinematografica Italiana, Studios Misr
- Pays de production :  Italie -  Égypte
- Langue originale : arabe, italien
- Format : Couleur par Eastmancolor - 2,35:1 - Son mono - 35 mm
- Durée : 97 min (1 h 37[2])
- Genre : Aventures historiques[1]
- Dates de sortie :
  - Italie : 20 octobre 1961
  - France : 20 décembre 1961[1]

## Distribution
Égyptiens
- Lobna Abdel Aziz : Djihad
- Ahmed Mazhar (en) : Mahmoud (Qutuz)
- Rushdy Abaza : Baybars
- Emad Hamdy (en) : Aybak
- Tahia Carioca : Chajar ad-Durr
- Mahmoud El-Meliguy : Faris ad-Din Aktai (en)
- Farid Shawki : Bltai

Italiens
- Ema Andi
- Franco Corelli
- Federico Chentrens
- Mario Dionisi
- Luisa Mattioli
- Folco Lulli : Faris ad-Din Aktai (en)
- Silvana Pampanini ; Chajar al-Durr